# Cole & Dylan Sprouse
Bài viết này về sự nghiệp và hoạt động của hai diễn viên người Mỹ. Để biết chi tiết từng cá nhân, vui lòng tham khảo Cole Sprouse và Dylan Sprouse.
Dylan Thomas Sprouse và Cole Mitchell Sprouse (sinh ngày 4 tháng 8 năm 1992) là diễn viên người Mỹ. Cả hai là cặp sinh đôi và được gọi là Anh em nhà Sprouse. Vai diễn đầu tiên trên màn ảnh rộng của cả hai là bộ phim hài năm 1999, Big Daddy mà cả hai đóng cặp cùng với diễn viên hài Adam Sandler. Sau đó cả hai cũng tham gia các vai diễn trong các bộ phim hài sitcom hoặc phim định dạng DVD như I Saw Mommy Kissing Santa Claus và Just for Kicks.
Từ năm 2005 tới năm 2008, cả hai đóng vai chính trong bộ sitcom của đài Disney là "Cuộc sống thượng hạng của Zack và Cody". Sau sự thành công của sitcom, giới truyền thông gọi họ là "kẻ đánh cắp trái tim" và "sức hút lạ kì" đối với khán giả trước lứa tuổi teen và khán giả tuổi teen. Năm kế tiếp, cả hai khai trương dòng sản phẩm thương hiệu "Anh em nhà Sprouse" bao gồm quần áo, sách và tạp chí. Tuy nhiên, hoạt động kinh doanh bị hủy bỏ vào năm 2008, ngoại trừ dòng quần áo. "Cuộc sống thượng hạng của Zack và Cody" sau đó được sản xuất phần tiếp theo là "Cuộc sống thượng hạng trên tàu" vào năm 2008, cả hai vẫn tiếp tục với diễn Zack và Cody. "Cuộc sống thượng hạng trên tàu" là chương trình dành cho lứa tuổi thiếu nhi/tuổi teen được theo dõi nhiều nhất trong hai năm 2008 và năm 2009. Bộ sitcom kết thúc vào tháng năm 2011. Cả hai cũng tham giá bộ phim The Suite Life được công chiếu vào tháng 3 cùng năm. Cả hai bắt đầu thử sức với những thể loại nghệ thuật mang hơi hướng nhà hát như The Kings of Appletown vào năm 2009.
Dylan và Cole là 2 trong số những ngôi sao tuổi thiếu nhi giàu có nhất còn sống trong năm 2007, vào năm 2010, cả hai là diễn viên thiếu niên của Disney được trả thù lao cao nhất, họ kiếm được $40,000 đôla Mỹ mỗi tập. MSN cũng thông báo về việc cuối thập niên 2000, cả hai là cặp sinh đôi giàu có nhất trên thế giới. Năm 2010, cả hai được nhận vào Đại học New York. Tuy nhiên họ là trì hoãn việc nhập học trong 1 năm và tham gia theo học từ năm 2011 tới năm 2015. Cả Dylan và Cole đều nói rằng họ có mong muốn sẽ theo học thêm diễn xuất sau khi học xong đại học.
Năm 2018, Cole thủ vai Jughead Jones thuộc series phim truyền hình tên Riverdale trong khi Dylan là đồng sở hữu và người ủ bia của All-Wise Meadery ở Williamsburg, New York.

## Thời thơ ấu
Cả hai được sinh ra ở một bệnh viện nhỏ tên Clinica Tanganelli ở Arezzo, Ý với ba là ông Matthew Sprouse còn mẹ là bà Melanie Wright, cả hai quen biết và yêu nhau trong khi cùng công tác tại một trường dạy tiếng Anh ở Toscana. Dylan được đặt theo tên của nhà thơ người Welsh tên Dylan Thomas còn Cole được đặt theo tên của ca sĩ nhạc jazz và nghệ sĩ chơi dương cầm tên Nat King Cole. Dylan ra đời trước Cole 15 phút, cả hai đều có tổ tiên người Đức. Cả hai chuyển về Mỹ sinh sống sau bốn tháng ra đời, định cư tại quê nhà của ba mẹ ở Long Beach, California. Một phần tiền thù lao của cả hai được trích ra để mua căn nhà tại Calabasas, California, hiện tại gia đình họ vẫn sống ở đó từ mùa hè năm 2012.

## Diễn xuất
Cả hai bắt đầu đi đóng phim từ lúc 8 tháng tuổi do gợi ý từ bà ngoại là bà Jonine Booth Wright, cũng là diễn viên và giáo viên dạy diễn xuất. Cặp sinh đôi xuất hiện lần đầu tiên trong quảng cáo tã trẻ em xuất hiện trên tivi chỉ vài giây. Như những cặp sinh đôi khác, cả hai thường phải thay phiên nhau diễn cùng một vai, do luật lao động ở California chỉ cho phép diễn viên nhí được ghi hình trong một khoảng thời gian nhất định trong ngày. Việc tuyển các cặp sinh đôi giúp cho việc quay phim suôn sẻ hơn. Từ lúc 8 tháng tuổi, cả hai cùng diễn xuất 1 vai là Patrick Kelly trong series phim Grace Under Fire của đài ABC.
Năm 1999, cặp đôi thủ vai diễn trên màn ảnh lớn đầu tiên trong đời trong bộ phim Big Daddy, thủ vai cậu bé 5 tuổi tên Julian được vai Sonny Koufax do Adam Sandler thủ vai nhận nuôi. Mặc dù bộ phim nhận được nhiều ý kiến khác nhau, cả hai được đề cử nhiều giải thưởng khác nhau cho vai Julian. Tuy nhiên họ lại không thắng một giải nào. Cùng năm đó, cả hai góp một vai nhỏ trong bộ phim kinh dị kì bí tên The Astronaut's Wife. Sau khi Big Daddy được công chiếu, sự nghiệp diễn xuất của cả hai bị hoãn lại và họ không nhận được bất cứ vai nào nữa. Đầu những năm thập niên 2000, cả hai xuất hiện trong tập phim của The Nightmare Room và That '70s Show, cũng như trên Mad TV và thủ vai trong bộ phim The Master of Disguise và bộ phim Eight Crazy Nights của Adam Sandler. Cole cũng xuất hiện trên show truyền hình Friends thủ vai con trai tên Ben của Ross Geller vào năm 2001; vai này lại không được đóng luân phiên với Dylan.
Cả hai cùng xuất hiện trong phim I Saw Mommy Kissing Santa Claus và Just for Kicks, cả hai đều là phim được ra mắt dưới định dạng DVD. Nhà phê bình David Nusair của Reel Film Reviews nói rằng diễn xuất của cả hai trong Just for Kicks "không hề là những diễn viên nhí tệ nhất mà tôi từng biết...nhưng họ để lại rất nhiều tò mò". Dylan và Cole sau đó được chọn cho series "Cuộc sống thượng hạng của Zack và Cody" của Disney, cả hai thủ vai cặp sinh đôi Zack và Cody Martin. Series được ra mắt vào tháng 3 năm 2005 và đạt rating cao. Tham gia Disney, cả hai cũng được ghi danh vào nhóm 11 thành viên tên Disney Channel Circle of Stars, cả hai cũng góp giọng cho bài hát "A Dream is a Wish Your Heart Makes" cùng với những thành viên khác, video của bài hát cũng được phát hành là phần đặc biệt của phim "Lọ Lem" của Disney. Cả hai cũng tham gia vào Disney Games.
Cả hai từng thủ một vai là Jeremiah trong bộ phim độc lập tên The Heart Is Deceitful Above All Things. Bộ phim được sản xuất vào năm 2004 nhưng không được ra rạp cho đến tháng 3 năm 2006, doanh thu thu được từ bộ phim sau khi được chiếu ở 3 rạp ở Mỹ là 29,000 đôla Mỹ. Harvey Karten khen ngợi diễn xuất của cả hai, và Tamara Straus của San Francisco Chronicle là "thánh cứu thế của bộ phim". Năm 2007, cả hai ghi hình cho bộ phim A Modern Twin Story: The Prince and the Pauper. Carrie của Common Sense Media nói rằng "là một câu chuyện khá chậm cho fan của Zack và Cody".Cả hai cũng tham gia lồng tiếng cho bộ phim hoạt hình Holidaze: The Christmas That Almost Didn't Happen cùng với Brenda Song và Emily Osment. Dylan lồng tiền cho vai Shasta của phim "Snow Buddies" của Disney. Cả hai anh em cũng tham gia diễn xuất cho bộ phim chính kịch tên The Kings of Appletown, dựa trên quyển sách "Cuộc phiêu lưu của Tom Sawyer". Bộ phim được đạo diễn bởi Bobby Moresco và được biên kịch bởi Amanda Moreso. Được ghi hình ở New Braunfels, bang Texas, bộ phim được dự định sẽ ra rạp vào mùa đông năm 2008. Kings of Appletown được ra mắt giới hạn vào ngày 12 tháng 12 năm 2009 và được công chiếu chính thức ở Liên hoan phim Newport Beach vào tháng 4 năm 2011.
Cả hai xuất hiện trên bìa tạp chí tháng 5 năm 2009 của tạp chí People, với ấn bản đặc biệt 80 trang dành cho "The Suite Life on Deck". Cả hai bắt đầu ghi hình cho Modern Twain Story vào mùa hè năm 2009. Bộ phim mới đầu được đặt tên là "Sivilized" và được xem là phiên bản hiện đại của Huckleberry Finn. Tuy nhiên, vào giữa năm 2010, Dylan lại thông báo rằng cả hai sẽ không tham gia bộ phim. Cả hai lại trở thành gương mặt đại diện của hãng sữa chua trẻ em Dannon Danimals vào năm 2009; hợp đồng được tiếp tục kí vào năm 2010. Cả hai cũng kí hợp đồng đại diện với hãng Nintendo DS vào tháng 8 năm 2010.
Từ đầu tới giữa năm 2011, Dylan và Cole không tham gia bất kì bộ phim nào và tập trung vào việc học cũng như nghệ thuật và nhiếp ảnh. Tuy nhiên, Dylan lại khẳng định rằngccar hai sẽ theo tiếp tục nghiệp diễn xuất trong lúc theo học đại học. Dylan và Cole được quản lý dưới trướng William Morris Endeavor vào năm 2011.
Tháng 1 năm 2016, Cole được nhận vai Jughead Jones trong series phim tuổi teen Riverdale của The CW, dựa trên cuốn Archie.

## Thương hiệu Sprouse Bros
Năm 2005, cả hai kí hợp đồng hợp tác kinh doanh với Dualstar Entertainment sản xuất thương hiệu Sprouse Bros hướng tới thị trường thiếu nhi và tuổi teen, bao gồm quần áo, truyện tranh và tạp chí, cũng như sản phẩm chăm sóc cá nhân và dòng quần áo thể thao. Dylan nói rằng thương hiệu hướng tới việc "thâm nhập nhóm đối tượng khách hàng mọt sách và cool ngầu" cũng như "hấp dẫn mọi người". Tạp chí hướng tới đối tượng độc giả là các cậu bé được in ấn và ra mắt bởi Dualstar và Leisure Publishing LLC vào năm 2006 được gọi là "Mật mã anh em nhà Sprouse". Simon & Schuster Inc xuất bản hai tập của series sách tên Anh em nhà Sprouse, 47 R.O.N.I.N, được mô tả là phiên bản James Bonds hoặc đặc vụ của anh em nhà Sprous; series sách cũng được tiếp tục. Vào năm 2008, cả hai chấm dứt hợp tác với hãng Dualstar của chị em nhà Olsen, nhưng tiếp tục bày bán dòng thời trang của mình. Các mặt hàng quần áo được bán online cho tới tháng 3 năm 2012 thì dừng hoạt động.

## Cuộc sống riêng tư
Dylan từng nói rằng trải nghiệm nổi tiếng sau sự thành công của "Cuộc sống thượng hạng của Zack và Cody" "khá đáng sợ, và mọi việc diễn ra quá nhanh" và "chả có gì xảy ra lúc đó ngoài việc ghi hình cho series", Dylan cũng nói rằng mình rất hào hứng với những kế hoạch tương lai. Trong lúc quay phim, cả hai đều học gia sư 3 tiếng một ngày trên phim trường và nói rằng cả hai đều "nhận được điểm A và bằng danh dự". Trong năm cuối cấp, cả hai theo học lớp Sắp đặt cao cấp. Dylan học Tâm Lý học và tiếng Tây Ban Nha, trong khi Cole học Tâm Lý học và chính trị.
Gia đình của cả hai có 3 chú chó là Bubba là của chung của cả hai; Pinky của ba và Curry của người mẹ kế. Diễn viên từng hợp tác mà họ yêu thích nhất là Adam Sandler. Dylan nói rằng Adam "là hình mẫu trong việc diễn xuất", họ đã học được rất nhiều bí kíp diễn xuất hài kịch từ Adam. Giữa năm 2010, Dylan ra mắt trang web để đăng các thành quả nghệ thuật của mình tên Sprouse Arts và giữa năm 2011, Cole cũng cho ra mắt website nhiếp ảnh tên Cole Sprouse Photography.
Năm 2010, cả hai được Đại học New York nhận vào học. Mới đầu cả hai quyết định nhập học như dự định vào mùa thu năm 2010, tuy nhiên họ quyết định hoãn lại 1 năm. Mới đầu, Dylan muốn học chú trọng ở mảng studio nghệ thuật và một chút liên quan tới môn kinh tế trong khi Cole chú trọng ngành sản xuất phim truyền hình và một chút trong mảng nhạc kịch. Thay vào đó, họ đều theo học ở Trường Cá nhân học Gallatin. Cole chú tâm tới mảng nhân văn và khảo cổ học trong khi đó Dylan lại học mảng thiết kế game. Năm 2011, Dylan được bầu chọn là trưởng nhóm của hội học sinh phía Bắc Third Avenue ở ĐH New York. Cả hai đều tốt nghiệp vào tháng 5 năm 2015; cả hai nói với tờ Entertainment trong cuộc phỏng vấn rằng họ cùng nhau nhận bằng trong buổi lễ ra trường.
Năm 2012, Dylan và Cole được chỉ định làm đại sứ cho tổ chức Koyamada. Cả hai đến Nhật Bản với Shin Koyamada để truyền cảm hứng tới giới trẻ Nhật Bản trong việc phát triển bản thân và xây dựng lại Nhật Bản là một xã hội cũng như thắt chặt tình bạn bè và anh em hữu nghị giữa Nhật Bản và Mỹ vào tháng 8 năm 2011.
Năm 2013, Dylan làm việc ở nhà hàng New York City, đây là kết quả của việc muốn trải nghiệm nhiều thứ, "làm việc trong môi trường lạ giúp tôi giao tiếp với mọi người thay vì nhốt mình trong nhà".
Từ năm 2014, Dylan cũng làm công việc phê bình giải Super Smash Bros.
Đầu năm 2017, Dylan thông báo mình đồng sở hữu cùng với hai cộng sự khai trương All-Wise Meadery ở Williamsburg thuộc Brooklyn, New York, Dylan làm ủ bia. Dylan cũng nói rằng mình là 1 Heathen từ năm 15 tuổi.